# Myotis horsfieldii
Myotis horsfieldii é uma espécie de morcego da família Vespertilionidae.
Pode ser encontrada nos seguintes países: China, Índia, Indonésia, Malásia, Myanmar, Filipinas, Tailândia e Vietname.